# گیتار رزونانسی
گیتار رزونانسی (Resonator guitar) یک نوع گیتار آکوستیک است که برای افزایش صدا در درون بدنه آن صفحات آلومینیومی قرار داده شده‌است. صدای این ساز به قدری بلند است که در اجراهای زنده بدون آمپلی فایر شنیده می‌شود.
گیتار رزونانسی در سال ۱۹۲۰ و ۱۹۳۰ در کالیفرنیا و غرب آمریکا به وجود آمد.

## نگارخانه

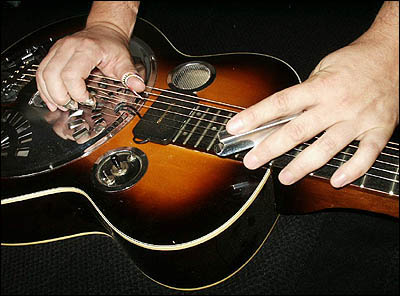
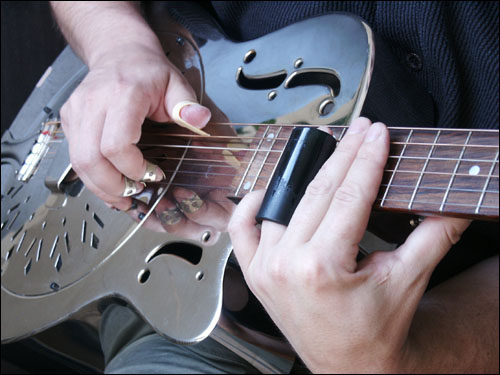
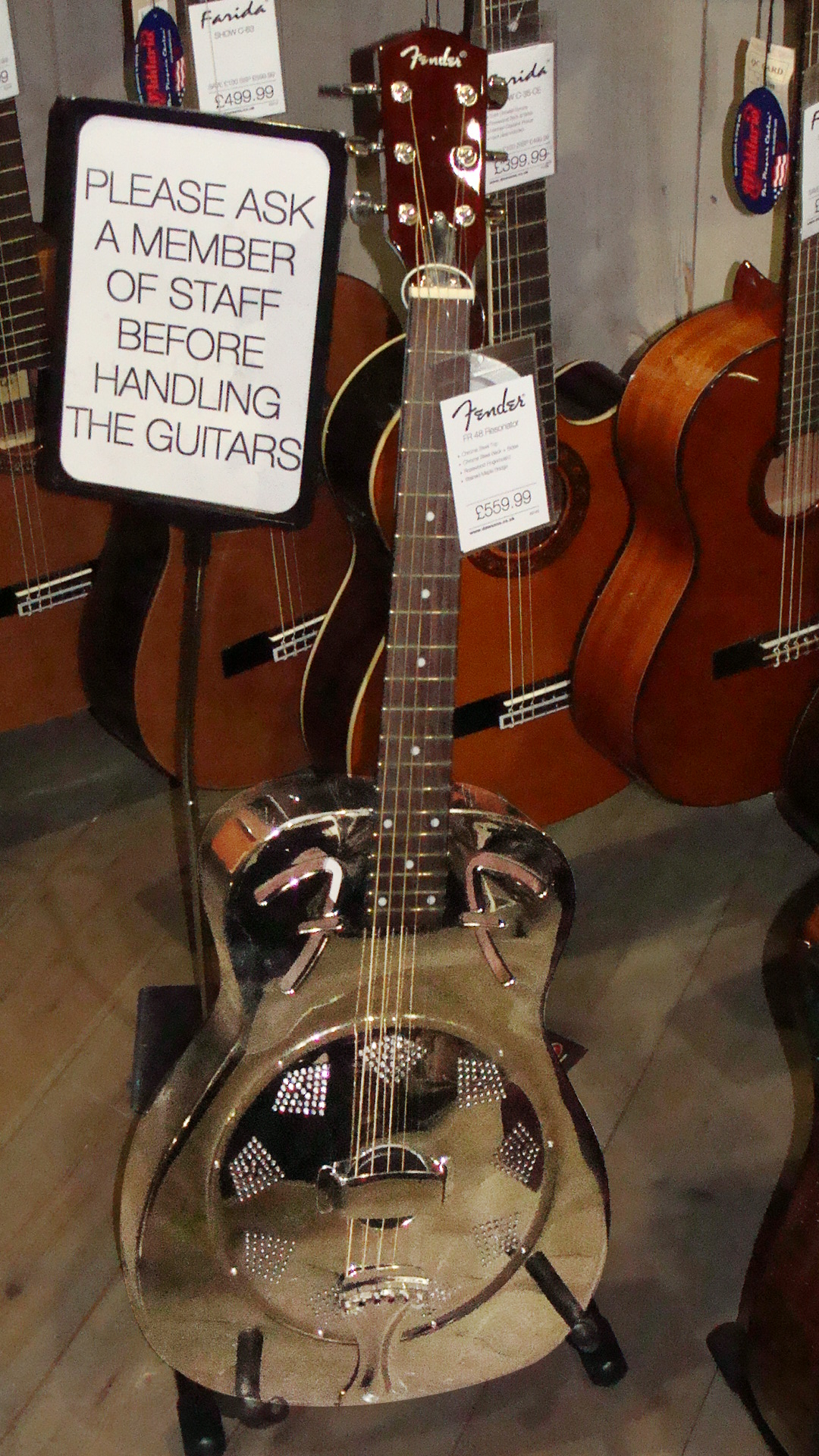
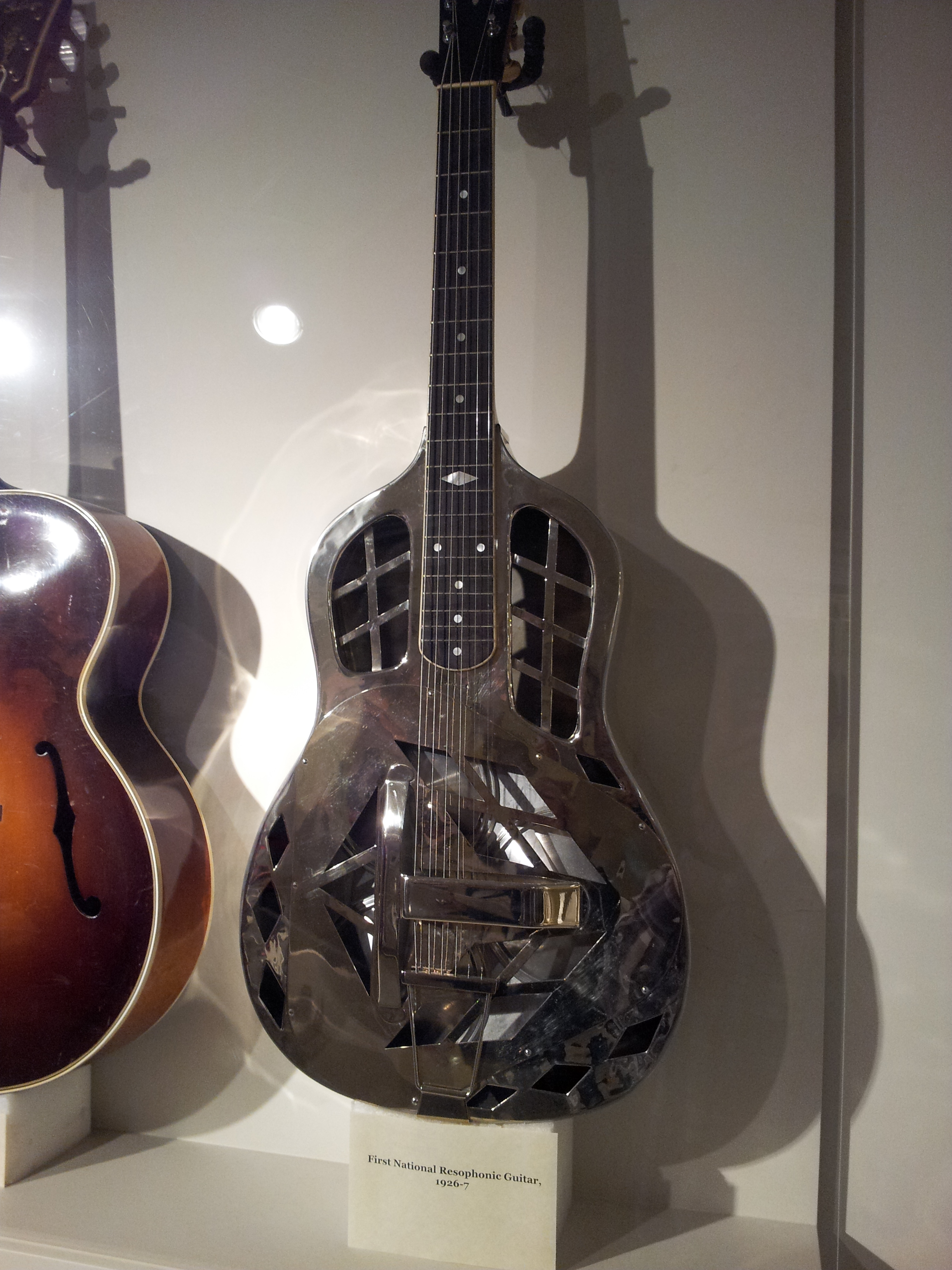
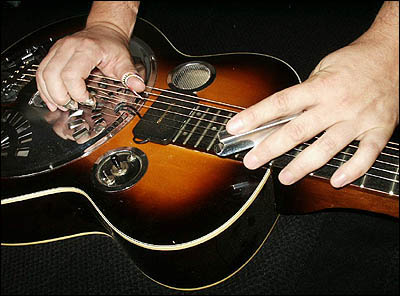